# Zelig
Zelig (1983) es una comedia de Woody Allen, en la que se entremezcla el humor característico del director, su pasión por el jazz y sus obsesiones (el sexo, la psicología, la identidad, la sociedad). Tratada como un falso documental, la película ha sido reconocida por la crítica por sus innovaciones técnicas e interpretativas.

## Sinopsis
La historia se desarrolla a finales de la década de 1920 cuando un extraño hombre empieza a llamar la atención pública debido a sus repetidas apariciones en diferentes lugares con diferentes aspectos. Este hombre, Leonard Zelig (Woody Allen), tiene la capacidad sobrenatural de cambiar su apariencia adaptándose al medio en el que se desenvuelve, por lo que es conocido como el hombre camaleón. A partir de estos datos se empieza a narrar su historia, incluyendo testimonios y presentación de los hechos, a manera de documental, de diferentes testigos de los acontecimientos. Entre ellos, el de la psicoanalista Eudora Fletcher (Mia Farrow), una mujer persistente y algo ambiciosa que busca analizar el estado mental de Zelig no solo por su vocación, sino también para lograr su propio reconocimiento. La Doctora Fletcher llega a descubrir en Zelig un extremo caso de inseguridad que lleva a éste a camuflarse entre las personas, adaptando su apariencia para poder ser aceptado (cuando se mezcla con personas judías le crecen barbas y tirabuzones, cuando se mezcla con personas negras su piel y hasta su tono de voz cambian,...). A partir de ahí, la relación entre Zelig y Eudora se hace más especial hasta llegar a entablarse un romance entre ellos, a medida que Zelig hace progresos en su recuperación.
El guion de esta película, original de Woody Allen, fue traducido al español por Jaime del Leal y Ariel Collazo, publicado por Tusquets en 1984 y reeditado posteriormente.

## Contexto histórico
Las diferentes situaciones vividas por Leonard Zelig llevan a que la historia se desarrolle en lugares tan diversos como la Alemania nazi de Hitler o la mansión de William Randolph Hearst, el magnate parodiado por Orson Welles en Ciudadano Kane. El tiempo histórico se sitúa entre la década de 1920, pasando por la depresión económica en Estados Unidos, la Segunda Guerra Mundial y la época contemporánea (hacia 1968), donde se recogen los testimonios de las personas.

## Técnica
Hay efectos especiales destacados como una secuencia en la que Woody Allen es superpuesto en una filmación de Adolf Hitler, de manera similar a la aplicada once años después por Robert Zemeckis en su Forrest Gump (1994), cuando el personaje principal se encuentra con John F. Kennedy y John Lennon entre otros. 
Para lograr una imagen sucia que se viera como las películas antiguas, los técnicos pisotearon las cintas y las ensuciaron, logrando el efecto requerido.